# Раковський Леонтій Йосипович
Леонтій Йосипович Раковський (рос. Леонтий Иосифович Рако́вский) (1895/1896 — 1979) — російський радянський письменник, автор історичних романів і повістей, публіцист. 

## Біографія
Народився майбутній письменник 28 грудня 1895 року (9 січня 1896 року) в невеликому містечку Глибоке (нині Вітебська область, Білорусь), де пройшли його дитячі роки. У 1915 році Раковський вступив на історико-філологічний факультет Київського університету. Навчання в університеті не закінчив.
Учасник Громадянської війни. Служив в Червоній армії. Після демобілізації займався питаннями позашкільної освіти.
У 1922 році переїхав з Києва в Петроград. У тому ж році Л. Й. Раковський поступає в Петроградський університет для вивчення суспільних наук. У 1924 році закінчив факультет суспільних наук університету по відділенню права.
Восени 1923 року працював позаштатним співробітником хроніки - репортером в газеті «Ленінградська правда». Пізніше - технічним секретарем редакції тижневика «Ленінград».
Член СП СРСР. Керував літературним гуртком при Виборзькому будинку культури Ленінграда. Історичні романи письменника перекладені на іноземні мови і мови народів СРСР.
Помер письменник 15 серпня 1979 року в Ленінграді і похований на Північному кладовищі.

## Творчість
Писати Леонтій почав рано. У 1916 році в студентському збірнику Київського університету «Ланка» було надруковано його перший вірш. А перша з розповідей - «Помста» - була опублікована в журналі «Ленінград» в 1924 році. Будучи студентом університету, Раковський активно друкує статті та нариси в «Ленінградській правді». У 1927 році виходить перша збірка його повістей і оповідань «Зелена Америка», в 1928 році - «Сивопляс», в 1930 - роман «Четверта дружина», а в 1931 - повість «Блудний біс».
З середини 1930-х років і до кінця життя Раковський займався, в основному, історичною прозою. Під час Німецько-радянської війни в газетах публікувалися розповіді письменника про «Нові пригоди бравого солдата Швейка», які поширювалися Прессбюро агітації і пропаганди Червоної Армії для передруку у фронтових і армійських газетах.

## Вибрана бібліографія
- Помста (розповідь) (1924)
- Годинники (1926)
- Постояльці (1926)
- Зелена Америка (збірка повістей і оповідань) (1927)
- Сивопляс (збірка повістей і оповідань) (1928)
- Четверта дружина (1930)
- Блудний біс (1931)
- Вражений капітан (1936)
- Оленка (1938) (повість)
- Генералісимус Суворов (1938-1946)
- Нові пригоди бравого солдата Швейка (1941)
- Костянтин Заслонов (1949) (повість)
- Адмірал Ушаков (1952)
- Кутузов (1960)
- Життя всупереч. Повість про Марлінського. Л., Лениздат, 1978, 240 с.
- Михайло Тухачевський (1967) (повість)
- Фронтова азбука. Розповіді про радянських полководців. (1968).